# Boevange-sur-Attert
Boevange-sur-Attert (in lussemburghese: Béiwen-Atert; in tedesco: Böwingen) è un comune soppresso del Lussemburgo orientale, attualmente frazione del comune di Helperknapp.
Nel 2018 l'allora comune si fuse con quello di Tuntange per dare vita alla nuova unità amministrativa.
Le altre località che fanno capo al comune sono Brouch, Buschdorf e Grevenknapp.